# Dorsale Kolbeinsey

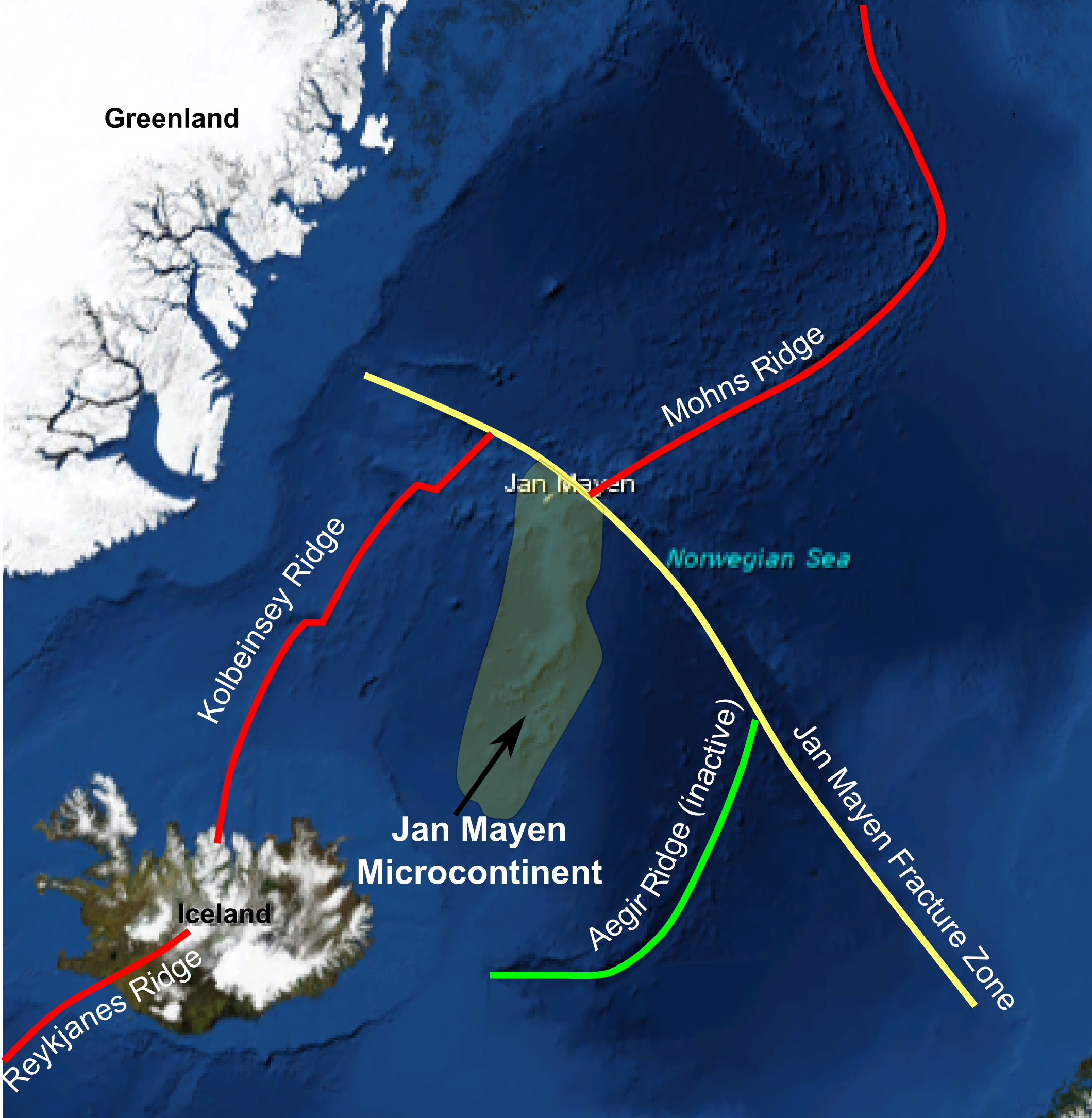
Carte des dorsales entre l'Islande et l'île Jan Mayen dont la dorsale de Kolbeinsey entre les deux îles.

La dorsale Kolbeinsey est une section de la dorsale médio-Atlantique située au nord de l'océan Atlantique et dans l'océan Arctique, au nord de l'Islande, à l'est du Groenland et à l'ouest de l'île de Jan Mayen.
L'extrémité sud de la dorsale débute à la zone de fracture de Tjörnes sur les côtes nord de l'Islande et son extrémité nord se situe à 170 kilomètres au nord-ouest de Jan Mayen à la zone de fracture de Jan Mayen. La dorsale est elle-même divisée en trois grands segments : la dorsale 
Kolbeinsey Sud et la dorsale Kolbeinsey centrale séparées par la zone de fracture Spar et la dorsale Kolbeinsey Nord séparée de la partie centrale par la zone de fracture 70.8°.
L'île islandaise de Kolbeinsey constitue la seule partie émergée et la zone la plus active de cette dorsale constituant un important foyer sismique dont la vitesse d'accrétion est de dix millimètres par an.